# Семенівка (Берестинський район)
Семені́вка — село в Україні, у Берестинському районі Харківської області. Населення становить 375 осіб. Входить до складу Зачепилівської селищної територіальної громади.

## Географія
Село Семенівка знаходиться на правому березі річки Оріль, нижче за течією на відстані 3 км розташоване село Зіньківщина, вище за течією за 6 км — село Сомівка, на протилежному березі річки проходить Канал Дніпро — Донбас.

## Історія
Село засноване 1760 року.
До 2017 року належало до Сомівської сільради. Відтак увійшло до складу Зачепилівської громади.
Після ліквідації Зачепилівського району 19 липня 2020 року село увійшло до Красноградського (Берестинського) району.

## Населення
Згідно з переписом УРСР 1989 року чисельність наявного населення села становила 401 особа, з яких 182 чоловіки та 219 жінок.
За переписом населення України 2001 року в селі мешкало 376 осіб.

### Мова
Розподіл населення за рідною мовою за даними перепису 2001 року:
| Мова       | Відсоток |
| ---------- | -------- |
| українська | 93,87 %  |
| російська  | 5,60 %   |
| інші       | 0,53 %   |

## Економіка
- Молочно-товарна ферма.
- «Володимир», сільськогосподарське ПП.

## Об'єкти соціальної сфери
- Школа.
- Клуб.